# 오달수
오달수(한국 한자: 吳達秀; 1968년 6월 15일 ~ )는 대한민국의 배우이다.

## 생애
대구 달서구에서 태어났고 2남 2녀 중 막내로 태어나 부산에서 성장하였다. 1987년 6월 항쟁 당시에 재수생 신분으로 시위 현장에 있었던 오달수는 경찰에 붙잡혀 3일간 유치장 신세를 졌다. 1990년 극단 연희단거리패에 입단하면서 배우 생활을 시작했다. 2002년 영화 《해적, 디스코왕 되다》로 데뷔하였고, 데뷔 14년 만에 2016년 영화 《대배우》에서 첫 주연배우로 출연하였다.

## 출연작

### 영화
| 연도 | 제목                          | 역할                    | 비고                      |
| ---- | ----------------------------- | ----------------------- | ------------------------- |
| 2002 | 해적, 디스코왕 되다           | 뻘줌남                  |                           |
| 2003 | 사춘기                        |                         | 단편 영화, 우정출연       |
| 2003 | 여섯 개의 시선                | segment 6 - 파출소장    |                           |
| 2003 | 믿거나 말거나 찬드라의 경우   | segment 6 - 파출소장    | 단편 영화                 |
| 2003 | 올드보이                      | 철웅                    |                           |
| 2004 | 호산 장어                     | 최달봉                  | 단편 영화                 |
| 2004 | 마지막 늑대                   | 금이빨                  |                           |
| 2004 | 효자동 이발사                 | 연탄가게 안씨           |                           |
| 2004 | 여자는 남자의 미래다          | 특별출연                |                           |
| 2005 | 친절한 금자씨                 | 장씨                    |                           |
| 2005 | 장님은 무슨 꿈을 꿀까요       |                         |                           |
| 2005 | 주먹이 운다                   | 용대                    |                           |
| 2005 | 마파도                        | 신 사장                 |                           |
| 2005 | 달콤한 인생                   | 명구                    |                           |
| 2006 | 음란서생                      | 황가                    |                           |
| 2006 | 괴물                          | 괴물                    | 목소리 천만영화           |
| 2006 | 구타유발자들                  | 오근                    |                           |
| 2006 | 뚝방전설                      | 나상춘                  |                           |
| 2006 | 연애, 그 참을 수 없는 가벼움  | 학이                    | 우정출연                  |
| 2006 | 그 해 여름                    | 남균수                  |                           |
| 2006 | 싸이보그지만 괜찮아           | 신덕천                  |                           |
| 2007 | 언니가 간다                   | 정주 부                 | 우정 출연                 |
| 2007 | 아내의 애인을 만나다          | 낙산 택시기사           | 우정 출연                 |
| 2007 | 우아한 세계                   | 현수                    |                           |
| 2008 | 가루지기                      | 강쇠 형, 강목           |                           |
| 2008 | 좋은놈 나쁜놈 이상한놈        | 김판주의 집사, 박 서방  |                           |
| 2009 | 그림자 살인                   | 종로서 순사부장, 오영달 |                           |
| 2009 | 박쥐                          | 영두                    |                           |
| 2009 | 황금시대                      | 공장 사장               |                           |
| 2009 | 걸프렌즈                      | 목소리 의사             | 우정출연                  |
| 2009 | 남매의 집                     | 아버지 목소리           | 단편 영화                 |
| 2010 | 사사건건                      | 아버지 seg.남매의 집    | 목소리                    |
| 2010 | 방자전                        | 마 노인                 |                           |
| 2010 | 해결사                        | 최상철                  |                           |
| 2010 | 페스티발                      | 광록                    |                           |
| 2011 | 그대를 사랑합니다             | 달수                    |                           |
| 2011 | 조선명탐정: 각시투구꽃의 비밀 | 개장수                  |                           |
| 2011 | 헤드                          | 김상철 박사/오병석 박사 |                           |
| 2011 | 푸른 소금                     | 육 선생                 |                           |
| 2011 | 술에 대하여 - 극장판          |                         | 다큐멘터리 영화           |
| 2012 | 도둑들                        | 앤드류                  | 천만영화                  |
| 2012 | R2B: 리턴투베이스             | 민상사                  | 특별 출연                 |
| 2012 | 공모자들                      | 경재                    |                           |
| 2012 | 미운오리새끼                  | 아버지                  |                           |
| 2012 | 자칼이 온다                   | 마 반장                 |                           |
| 2012 | 도둑들 영화를 만들다          | 자신                    | 다큐멘터리 영화           |
| 2012 | 축지법과 비행술               |                         | 단편 영화                 |
| 2013 | 7번방의 선물                  | 소양호                  | 천만영화                  |
| 2013 | 파파로티                      | 덕생                    |                           |
| 2013 | 마이 라띠마                   | 정물남                  | 우정출연                  |
| 2013 | 변호인                        | 박동호                  | 천만영화                  |
| 2014 | 해적: 바다로 간 산적          | 한상질                  |                           |
| 2014 | 슬로우 비디오                 | 병수                    |                           |
| 2014 | 국제시장                      | 천달구                  | 천만영화                  |
| 2015 | 조선명탐정: 사라진 놉의 딸    | 개장수                  |                           |
| 2015 | 암살                          | 영감                    | 천만영화                  |
| 2015 | 베테랑                        | 오재평 팀장             | 광수대 강력2팀장 천만영화 |
| 2015 | 열정같은소리하고있네          | 오달수 국장             |                           |
| 2016 | 대배우                        | 장성필                  |                           |
| 2016 | 터널                          | 김대경                  |                           |
| 2016 | 국가대표 2                    | 강대웅                  |                           |
| 2016 | 마스터                        | 황명준                  |                           |
| 2017 | 살인자의 기억법               | 안병만                  |                           |
| 2017 | 신과함께: 죄와 벌             | 판관 콤비               | 천만영화                  |
| 2017 | 1987                          | 중앙일보 사회부장       | 특별출연                  |
| 2018 | 조선명탐정: 흡혈괴마의 비밀   | 한서필                  |                           |
| 2018 | 컨트롤                        |                         | 개봉미정                  |
| 2020 | 이웃사촌                      | 이의식                  |                           |
| 2021 | 요시찰                        | 신                      |                           |
| 2022 | 니 부모 얼굴이 보고 싶다      | 도지열                  |                           |
| 2023 | 웅남이                        | 나복천                  |                           |
| 2023 | 더 와일드: 야수들의 전쟁      | 각수                    |                           |
| 2024 | 베테랑 2                      | 오재평                  | 광수대 강력2팀장          |
| 2024 | 오후 네시                     | 정인                    |                           |
| 2025 | 오징어 게임2                  | 박선장                  |                           |

### 드라마
- 드림 (2009, SBS) ... 이영출 역
- 도롱뇽도사와 그림자 조작단 (2012, SBS) ... 선달 역

### 연극
- 1990년 《오구》 ... 문상극 1 역
- 2004년 《해일》
- 2006년 《임차인》
- 2008년 《마리화나》 ... 용보 역
- 2009년 《먼데이 5PM》
- 2010년 《오구》
- 2011년 《해님지고 달님안고》 ... 황 노인 역
- 2012~13년 《키사라기 미리짱》 ... 키무라 타쿠아 역
- 2014년 《템페스트》 ... 캘리번 역

### 광고
- BC카드
- 유한양행 해피홈
- 야놀자
- 팔도 왕뚜껑
- 귀뚜라미보일러
- 페이나우
- 영진약품 구론산바몬드 에스
- 현대자동차

## 수상 및 후보
| 연도 | 시상식                        | 부문                       | 작품         | 결과 |
| ---- | ----------------------------- | -------------------------- | ------------ | ---- |
| 2005 | 제6회 부산영화평론가협회상    | 남우조연상                 | 마파도       | 수상 |
| 2007 | 제15회 춘사영화상             | 남우조연상                 | 그 해 여름   | 수상 |
| 2010 | 제47회 대종상                 | 남우조연상                 | 방자전       | 후보 |
| 2013 | 제49회 백상예술대상           | 영화부문 남자 조연상       | 7번방의 선물 | 후보 |
| 2013 | 제21회 대한민국문화연예대상   | 영화부문 남자 최우수연기상 | 7번방의 선물 | 수상 |
| 2014 | 제34회 황금촬영상             | 최우수 남우조연상          | 7번방의 선물 | 수상 |
| 2015 | 제19회 부천국제판타스틱영화제 | 잇 스타상                  | 빈칸         | 수상 |
| 2015 | 서귀포 신스틸러 페스티벌      | 신스틸러상                 | 빈칸         | 수상 |
| 2015 | 제6회 대한민국 대중문화예술상 | 국무총리 표창              | 빈칸         | 수상 |
| 2015 | 제52회 대종상                 | 남우조연상                 | 국제시장     | 수상 |
| 2015 | 제36회 청룡영화상             | 남우조연상                 | 국제시장     | 수상 |
| 2015 | 제2회 한국영화제작가협회상    | 남우조연상                 | 국제시장     | 수상 |
| 2016 | 제7회 올해의 영화상           | 남우조연상                 | 암살         | 수상 |
| 2016 | 제11회 맥스무비 최고의 영화상 | 최고의 남자조연배우상      | 베테랑       | 수상 |
| 2016 | 제52회 백상예술대상           | 영화부문 남자 조연상       | 베테랑       | 후보 |
| 2016 | 제37회 청룡영화상             | 남우조연상                 | 터널         | 후보 |
| 2016 | 제53회 대종상                 | 남우조연상                 | 터널         | 후보 |
| 2017 | 제1회 한국시나리오작가협회상  | 캐릭터상                   | 마스터       | 수상 |

## 논란

### 미투 문제
2018년 2월 28일 미투 운동을 통해 성추행을 당했다고 호소하는 여성이 나타나자 촬영 예정 드라마인 《나의 아저씨》에서 하차하였다. 오달수는 여성과 편지도 주고 받았던 사이였다며, 25년 전 잠시나마 연애감정이 있는줄 알았다고 해명하였다. 그러나 피해자는 가학적인 성관계가 있었다며 피해 사실을 주장했다. 다른 여성인 엄지영은 JTBC '뉴스룸'에 출연해 "2003년 서울 오디션이 열리자 오달수에게 조언을 구했다. 자기가 얼굴이 팔려 있어서 부끄럽다며 들어가자고 한 곳이 모텔이었다"고 털어놨다. 이어 엄지영은 "이혼해서 집도 없고 숙소라고 했다. 결국 따라가서 성추행 당했다. 편하게 이야기하자고 더운데 씻자고 하면서 옷을 벗겨주려고 제 몸에 손을 댔다. 화장실에서도 그러려고 해서 나왔다"라며 오달수에게 성추행을 당했다고 폭로하였다. 오달수는 "머릿속에는 여러 가지 생각들이 들었다. 따져묻고 싶은 부분도 있었고, 반박하고 픈 마음도 들었던게 사실이다. 이후에는 그 분이 방송에 출연하여 자신의 심정을 고백하는 모습을 떠올렸고, 지난 기억에 대한 깊은 사죄를 드리는게 맞다고 생각했다"며 사과한 이유를 밝히고 당시 성추행 논란에 대해 "모두 저의 잘못이다. 저로 인해 과거에도, 현재도 상처를 입은 분들 모두에게 고개 숙여 죄송하다고 말씀 드린다"며 공식 사과했다.
배우 오달수입니다. 
먼저 많은 분들께 불미스러운 일로 심려를 끼쳐드려 죄송합니다.
지난 2월 15일, 19일 이틀에 걸쳐 하나의 익명 아이디로 포털 상에 피해를 주장하는 댓글이 올라오고, 다시 삭제되는 일련의 사안과 관련하여 저의 입장을 말씀 드리고자 합니다.
저를 둘러싸고 제기된 주장은 결코 사실이 아닙니다. 그런 행동은 하지 않았습니다.
저는 댓글과 그 익명 댓글을 토대로 작성된 기사를 접하는 순간, 참담한 심정으로 1990년대 초반의 삶을 되짚어 보는 시간을 가졌습니다. 그렇게 30년 전, 20대 초반으로 돌아가 차분히 스스로를 돌이켜 보았지만, 그런 행동을 한 적이 없습니다. 
다만, 제 입장을 밝혀드림에 있어 많은 분들의 바람과 질타가 있음에도 불구하고 시간이 지체된 점 진심으로 사과 드립니다. 
그 이유는 현재 제가 참여하고 있는 영화의 촬영 일정이 2월24일까지 잡혀 있었습니다. 저는 배우로서 얼마 남지 않은 촬영을 마무리 짓는 게 도리이고, 촬영장을 지키는 것이 제작진에게 이번 건으로 인해 그나마 누를 덜 끼치는 것이라고 생각했습니다. 다행히도 많은 스태프 분들, 배우 분들과 약속된 촬영일정은 마칠 수 있었습니다. 
다시 한번 말씀 드리지만 익명 댓글에서 제기된 주장은 결코 사실이 아닙니다.

그 동안 벌어진 많은 일들을 겪으며, 배우로서 또한 한 인간으로서 매우 답답한 마음으로 여기까지 왔습니다. 마지막으로 제 입장을 신중하게 정리해 알리기까지 시간이 필요했던 점 거듭 죄송합니다.— 2018년 2월 26일

저는 곧 촬영이 진행될 독립영화 '요시찰'에 출연하기로 하였습니다. 좋은 작품이고 의미 있는 작업을 할 수 있을 것 같아 결정하게 되었습니다"라고 직접 알린 오달수는 "저는 지난해 초 고향으로 내려가서 저의 살아온 길을 돌아보며 지냈고, 그러는 동안 경찰의 내사는 종료되었습니다.
지난 일은 시시비비가 가려지지 않은 채 일방적인 질타를 받았습니다. 이 모든 것도 제 부덕의 소치에서 비롯된 것이라 생각합니다.
제가 비록 결점 많고 허술한 인간이긴 하지만 연기를 하고 작품을 만들면서 누군가에게 피해를 입히지 않으려고 노력하며 묵묵히 살아왔습니다.

많은 분들에게 심려 끼쳐 드린 점 거듭 죄송합니다. 초심 잃지 않고 열심히 하겠습니다.— 2019년 8월 13일